# Friedrich Sellow
Friedrich Sellow (var. Friedrich Sello) ( 12 de marzo de 1789 - octubre 1831) fue un explorador, entomólogo, botánico, y naturalista alemán , uno de los primeros exploradores científicos de la flora brasileña.

## Biografía
Era el hijo mayor de Carl Julius Samuel Sello, jardinero de la Real Corte de Potsdam. Después de aprender el oficio de jardinero con sus familiares, Sellow fue a trabajar y estudiar en el Jardín Botánico de Berlín, bajo el patrocinio de su director Carl L. Willdenow (1765-1812). En 1810 Sellow realizó un viaje de estudios a París, donde asistió a las conferencias científicas de Georges Cuvier y de Jean-Baptiste Lamarck, y trabajó en el Jardin des Plantes.

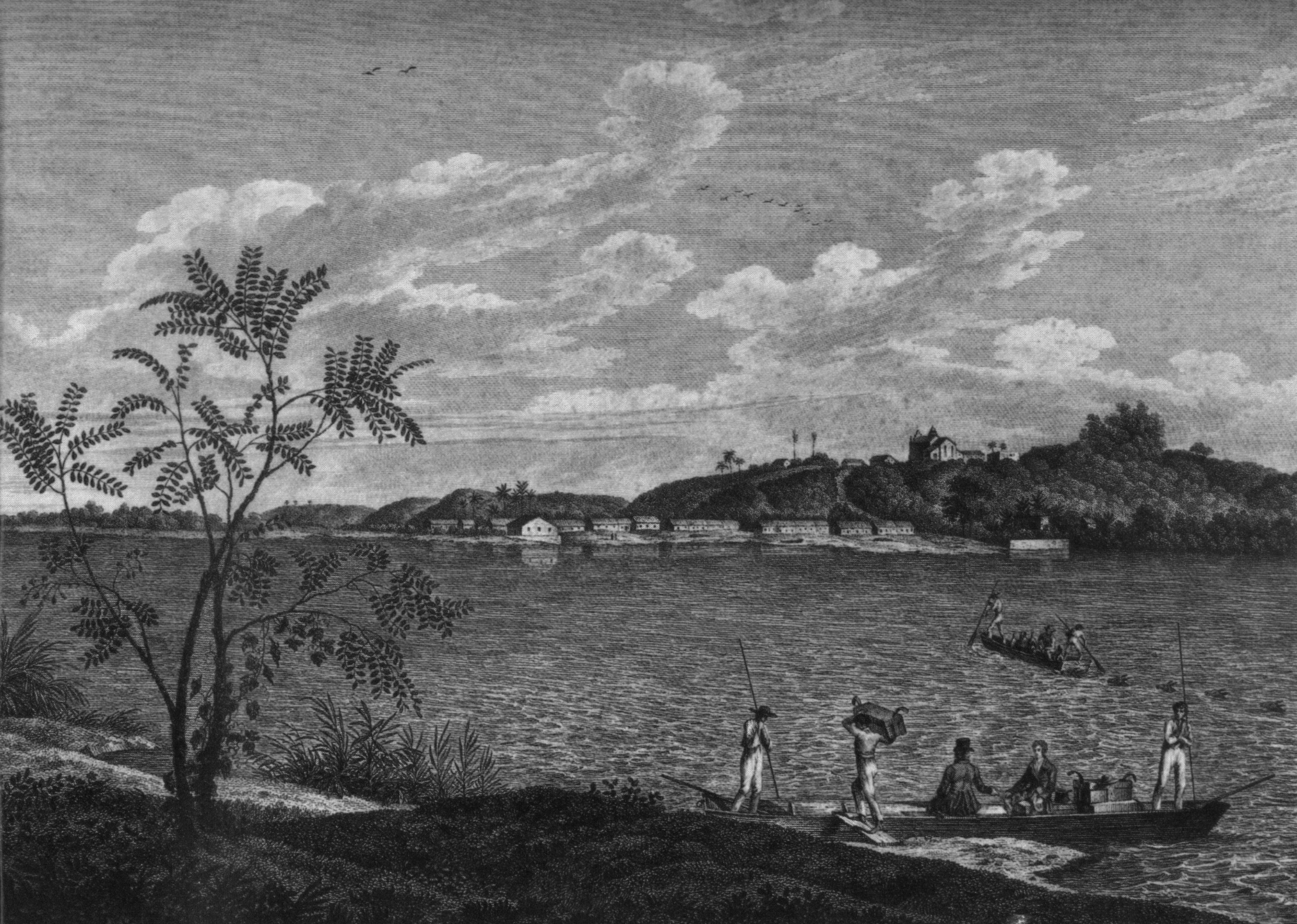
Paisaje de Bahía, por Sellow

En el año siguiente, con recomendación y asistencia financiera de Alexander von Humboldt (1769-1859), viajó a los Países Bajos y a Inglaterra, entrando en contacto con los botánicos más importantes de la época. Debido a las guerras Napoleónicas, Sellow no pudo retornar a la Europa continental, por lo que aceptó una invitación del cónsul de Rusia Barón von Langsdorff (1774-1852), que estaba sirviendo a la vez como diplomático en Río de Janeiro, de ser parte de una expedición científica que estaba organizando en Brasil. Después de una preparación detallada, y financiado por botánicos británicos, se embarcó en 1814 para Río de Janeiro. Allí, él y sus colegas fueron bien recibidos por el gobierno colonial portugués en Brasil y pronto comenzó a percibir un sueldo anual generoso como naturalista oficial. Sellow aprendió el idioma portugués y llevó a cabo excursiones, inicialmente cortas, por los alrededores de Río de Janeiro. Entre 1815 y 1817, participó en la expedición liderada por el príncipe alemán Maximilian zu Wied-Neuwied (1782-1867). Recogió muchos ejemplares, que envió a Londres. Una de las especies que descubrió, Salvia splendens Sellow, se hicieron muy populares como flores ornamentales de verano en Inglaterra y en Alemania.
Con más financiación de Prusia Sellow pudo llevar a cabo numerosas expediciones al sur de Brasil y a Uruguay en los siguientes once años. En esas expediciones viajó a regiones inexploradas del país, recogió miles de plantas, semillas, muestras de madera, insectos, minerales, y en la tradición de los naturalistas independientes del siglo XIX, los envió a jardines botánicos de Brasil, Portugal, Inglaterra y Alemania. Además de las muestras de semillas de plantas ornamentales de América del Sur enviadas por Sellow había dos nuevas especies de begonia: Begonia semperflorens y una petunia blanca: Petunia axillaris, que se hizo muy popular en los balcones de las casas de toda Alemania, Suiza y Austria.
En una de sus expediciones etnográficas, Sellow acompañó al diplomático Ignaz Maria von Olfers (1793-1872), que más tarde se convertiría en el primer gerente general de los museos Reales Prusianos. Sus colecciones científicas de la historia natural de Uruguay: 'Staat von Montevideo' o 'Banda Oriental', y de Brasil se dividieron entre el Museo de Historia Natural de Berlín, el Museo de Historia Natural de Viena y el Berlin-Dahlem Ethnologisches Museum Ethnologisches Museum. Estas colecciones incluyeron muchas preparaciones zoológicas de insectos y conchas, así como dibujos etnográficos y diarios originales.
Lamentablemente, Sellow encontró su fin muy pronto, pereciendo ahogado en un río en octubre de 1831, con solo 42 años. Sus contribuciones versátiles y ricas de conocimientos botánicos sobre las plantas de Brasil quedaron olvidadas hasta hace poco, cuando Sellowia, una revista botánica publicada en Itajai, Estado de Santa Catarina, Brasil, recibió su nombre.

## Honores

### Eponimia
Género
- (Lythraceae) Sellowia Roth ex Roem. & Schult.[1]

Especies (más de 640)
- (Adiantaceae) Jamesonia sellowiana (Mett. ex Kuhn) Christenh.[2]

- (Apocynaceae) Mandevilla sellowii (Müll.Arg.) Woodson[3]

- (Clusiaceae) Vismia sellowiana Klotzsch ex Reichardt[4]

- (Melastomataceae) Cremanium sellowianum Cham. ex Naudin[5]

- (Rubiaceae) Mitracarpus sellowianus Cham. & Schltdl.[6]

- (Verbenaceae) Aloysia sellowii (Briq.) Moldenke[7]

- La abreviatura «Sellow» se emplea para indicar a Friedrich Sellow como autoridad en la descripción y clasificación científica de los vegetales.[8]